# Maler von London E 494
Der Maler von London E 494 (tätig um 440 – 430 v. Chr. in Athen) war ein griechischer Vasenmaler des rotfigurigen Stils. Seinen Notnamen erhielt er nach dem Lekanisdeckel E 494 im Britischen Museum, London. Stilistisch steht er dem Achilleus- und dem Persephone-Maler nahe.

## Ausgewählte Werke
- Berlin, Antikensammlung

Bauchlekythos F 2474
- London, The British Museum

Lekanisdeckel E 494